# Spinello Aretino

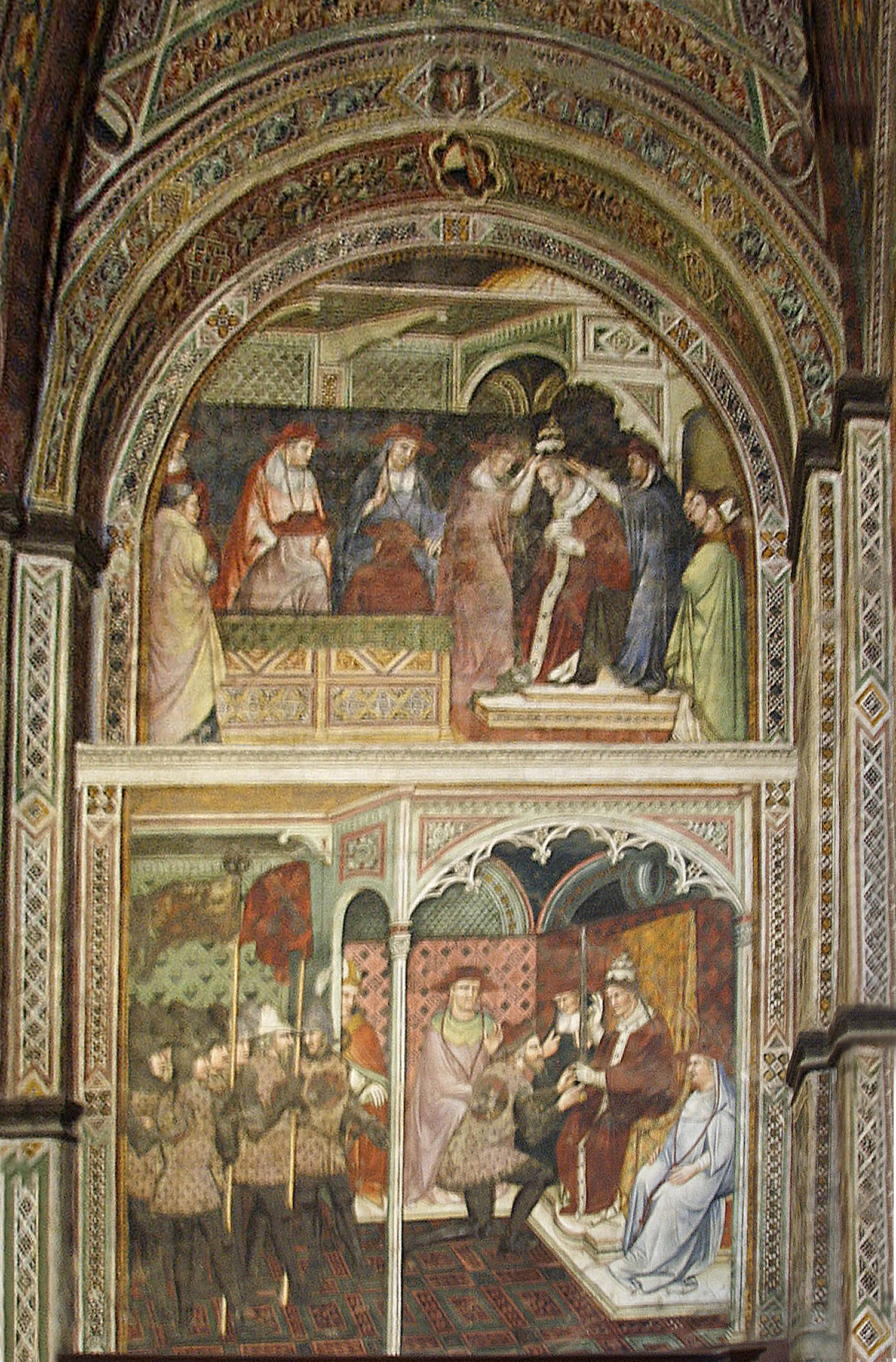
Spinello Aretino's fresco in het Palazzo Pubblico in Siena

Spinello Aretino, ook Spinello di Luca Spinelli (ca. 1350 - ca. 1410) was een Italiaans schilder van voornamelijk fresco's en altaarstukken. Hij was de zoon van een Florentijns goudsmid met de naam Luca, die in 1310 zijn toevlucht had gezocht in Arezzo toen hij samen met de rest van de Ghibellijnse partij werd verbannen.
Spinello was een leerling van Jacopo del Casentino, een volgeling van Giotto, en zijn eigen stijl was een soort van link tussen de school van Giotto en die van Siena.

## Werken
- Wandschilderingen in S. Miniato te Florence, ± 1387
- Wandschilderingen in het Campo Santo te Pisa, 1391-1392
- Fresco's in het Palazzo Pubblico in Siena, met episoden uit het leven van paus Alexander III en tegenpaus Paschalis III

- Bibliothèque nationale de France: cb14602940z (data)
- Gemeinsame Normdatei: 118798278
- International Standard Name Identifier: 0000 0000 6656 9620
- KulturNav: 2c2c2eb6-a111-4ed5-9741-cf1ec5d3f6a1
- Library of Congress Control Number: n85057046
- Nationale Bibliotheek van Israël: 987007352954105171
- Nederlandse Thesaurus van Auteursnamen: 168661152
- RKD-Nederlands Instituut voor Kunstgeschiedenis: 74356
- SNAC: w6jm54t9
- Système universitaire de documentation: 078595444
- Union List of Artist Names: 500030643
- Virtual International Authority File: 19930886
- WorldCat: E39PBJdMhK6yYCTfvkfpVYR7pP